# Tagebau Peres
Der Tagebau Peres war ein Tagebau zur Gewinnung von Braunkohle im Südraum von Leipzig. Er war seit 1963 in Betrieb und wurde 1991 vorzeitig stillgelegt. Das bis dahin noch nicht abgebaute Areal wurde 2014/15 als Abbaufeld Peres des Tagebaus Vereinigtes Schleenhain wieder aufgefahren. Nach seiner kompletten Stilllegung soll auf einem Teil des Geländes der Pereser See entstehen.
Der Tagebau Peres war der erste und einzige Tagebau der DDR, in dem die Förderung von Abraum und Kohle komplett mit Bandanlagen erfolgte. Er gehört zum Bornaer Revier der Mitteldeutschen Montanregion.

## Geographische Lage
Der Tagebau Peres lag südlich von Leipzig zwischen Pegau und Groitzsch im Westen, Böhlen im Norden, dem Kraftwerk Lippendorf im Nordosten und Neukieritzsch im Südosten. Die Bundesstraße 176 (alter Verlauf) und die Bahnstrecke Neukieritzsch–Pegau begrenzten das Areal im Süden, dahinter schließen sich die heute zum Tagebau Vereinigtes Schleenhain gehörigen Tagebaue Schleenhain und Groitzscher Dreieck in südlicher Richtung an. Die Bahnstrecke Leipzig–Hof begrenzte das Abbaufeld im Osten, jenseits der Bahnstrecke lag der inzwischen stillgelegte Tagebau Witznitz. Der ausgekohlte Bereich des Tagebaus Peres befindet sich im Osten und Süden des Areals. Er ist bereits teilweise renaturiert. Der noch nicht abgebaute Westteil wird als „Abbaufeld Peres“ des Tagebaus Vereinigtes Schleenhain weiter betrieben. Nach dessen Auskohlung soll dort der Pereser See entstehen.

## Geschichte

### Beginn des Braunkohleabbaus
Da das Deckgebirge über dem Böhlener Oberflöz im Borna-Leipziger Revier eine geringe Mächtigkeit aufweist, konnte im Bornaer Raum schon früh Braunkohle von zunächst minderer Qualität gewonnen werden. Der Abbau erfolgte zunächst meist oberhalb des Grundwasserspiegels oder in tiefer reichenden Braunkohlengruben mittels Wasseranhebung mit Saugpumpen. Erst durch den Einsatz von Dampfmaschinen konnte in einer Tiefbaugrube bei Pulgar im Jahr 1842 eine Wasserhebung um etwa 20 Meter erzielt werden. In der Mitte des 19. Jahrhunderts wurde im Raum um Peres schon in mehreren Tiefbaugruben Kohle abgebaut. Der Schacht Saxonia förderte zwischen 1892 und 1907 Kohle. Er wurde jedoch zwischen 1975 und 1981 vom Tagebau Peres überbaggert. 

### Tagebau Peres
Im Bereich zwischen Weißer Elster im Westen und Pleiße im Osten wurden rund um das Dorf Peres seit 1960 systematische Untersuchungsbohrungen durchgeführt, um Informationen über das Vorhandensein abbauwürdiger Flöze und deren Dimensionen zu erhalten.
Mit einem symbolischen Spatenstich begannen am 9. April 1963 die Arbeiten zur Vorbereitung der Feldentwässerung für den Tagebau Peres. 1964 wurde mit dem Schacht 1 bei Pödelwitz der erste Entwässerungsschacht des künftigen Tagebaus abgeteuft. Zunächst erfolgte die Trockenlegung des Abbaufeldes mittels untertägiger Entwässerungsstrecken, in denen das mit Filtern gelöste Grundwasser gesammelt und über Pumpen und Rohre abgeleitet wurde. Ab 1966 kamen Filterbrunnenanlagen zum Einsatz.
In Vorbereitung der Freiräumung des Aufschlussareals musste bereits der erste Ort dem Tagebau weichen. Das 82 Einwohner zählende Dorf Leipen nördlich von Pödelwitz wurde 1965/66 komplett abgerissen. Die Aufschlussbaggerung des Tagebaus Peres erfolgte am 17. März 1966 durch den Bagger E 1200-1264 zwischen Piegel im Norden und Pödelwitz im Süden. Sie war ein wichtiger Meilenstein für die Entwicklung der Bandfördertechnologie. Mittels einer 12 Kilometer langen Bandanlage wurde der Abraum zunächst zur Außenkippe im Tagebau Böhlen transportiert und dort durch den Absetzer A2Rs-B 5000-1066 verkippt. Eine zweite Außenkippe war bis zur Aufnahme der Innenverkippung im ausgekohlten Bereich des Tagebaus Peres im Tagebau Espenhain in Betrieb. Durch sie wurde das Rückhaltebecken Stöhna als Bergbauersatzleistung für den durch den Tagebau Espenhain zerstörten Altlauf der Pleiße gestaltet.
Die Kohleförderung im Tagebau Peres begann am 28. Januar 1970. Der erste Zug verließ die Grube in Richtung Kraftwerk Lippendorf. Weiterhin wurden durch den Tagebau, in dem zu Spitzenzeiten bis zu 900 Bergleute arbeiteten, Kraftwerke und Brikettfabriken im Borna-Leipziger Braunkohlenrevier beliefert. Der Tagebau schwenkte im Uhrzeigersinn in einem Bogen zunächst gen Westen, dann gen Norden. Die erste Innenkippe konnte im Jahr 1975 mit dem Absetzer A2Rs-B 8800-1077 eingerichtet werden, die zweite folgte bereits im folgenden Jahr mit dem Absetzer 1066. Zwischen 1976 und 1978 wurde der 67 Einwohner zählende Ort Piegel überbaggert. Nachdem in den Jahren 1982/83 auch der 146 Einwohner zählende Ort Peres, dem der Tagebau seinen Namen verdankte, abgebaggert wurde, verlor die 1961 aus den Orten Pulgar, Peres und Piegel gebildete Gemeinde Peres-Pulgar ihre Existenz.
Pulgar war bereits im Jahr 1971 zur Errichtung eines Teils der Chemischen Werke Böhlen abgerissen worden. 1978 erfolgte eine Verlagerung des Drehpunkts nach Nordosten. Da sich mit dem Voranschreiten des Tagebaus das Abraum-Kohle-Verhältnis verschlechterte, nutzte man zum Abtrag des Deckgebirges im ersten Abraumschnitt ab 1984 den neuen Schaufelradbagger SRs 2000-1528. Dadurch konnte die Menge der geförderten Kohle konstant gehalten werden. Der dadurch frei gewordene Eimerkettenbagger E 1200-1264 konnte zur Bewegung des Abraums in den damals neu aufgeschlossenen Tagebau Cospuden verlegt werden. Die in der Flur Kieritzsch gelegene Wüstung Zöllsdorf wurde ein Jahr vor der Stilllegung im Jahr 1990 teilweise abgebaggert. Die mit der Deutschen Wiedervereinigung 1989/90 einhergehende wirtschaftliche Veränderung führte zu einem drastischen Rückgang des Braunkohlebedarfs, was eine vorzeitige schnelle Stilllegung des Tagebaus Peres zum 30. April 1991 zur Folge hatte. Seit dem Aufschluss des Tagebaus im Jahr 1966 waren zwei Drittel des Abbaufeldes ausgekohlt. Dabei wurden insgesamt 656,4 Millionen Kubikmeter Abraum bewegt und 139,9 Millionen Tonnen Rohkohle gefördert.
Im Gegensatz zu anderen Tagebauen des Mitteldeutschen Braunkohlereviers wurde der Abbau des restlichen Drittels im Ostteil des Tagebaus nicht aufgegeben, sondern nur ausgesetzt. Er gehört seit 1995 als „Abbaufeld Peres“ zum Tagebau Vereinigtes Schleenhain, wo er neben den Abbaufeldern „Schleenhain“ und „Groitzscher Dreieck“ das dritte Abbaufeld ist. 2014/15 wurde mit dem Anschnitt des Abbaufeldes Peres begonnen.

### Rekultivierung des ausgekohlten Teils des Tagebaus Peres
Bereits kurz nach der außerplanmäßigen vorzeitigen Stilllegung des Tagebaus Peres zum 30. April 1991 begann am 15. Mai 1991 die Rekultivierung der Bergbaufolgelandschaft. Gegenstand der Sanierung waren vorrangig die stillgelegten Kippenbereiche. Weiterhin erfolgte der Rückbau der meisten Großgeräte bis 1993. Die Sicherung der Böschungen des Tagebaurestlochs war eine weitere Aufgabe in der Zeit kurz nach der Stundung des Tagebaus. Am 1. Januar 1994 wurde in einem Vertrag die Spaltung des ostdeutschen Braunkohlenbergbaus in einen stillzulegenden und einen weiterzuführenden, privatisierten Teil festgelegt.
Im Bereich der Tagebaue Peres, Schleenhain und Groitzscher Dreieck bedeutete dies, dass die weiterzuführenden Abbaufelder als Tagebau Vereinigtes Schleenhain ab 1994/95 durch die MIBRAG weiter betrieben werden. Die stillgelegten Areale wurden der LMBV bzw. ihrer Vorgängergesellschaft übergeben. Sie übernahm auch die Sicherung im gestundeten Bereich. Da im Bereich des Abbaufeldes Peres die aktiven Bergbauareale (Ostteil) und die Sanierungsbereiche (Süd- und Westteil) sehr dicht nebeneinander liegen, ist eine Absprache beider Gesellschaften enorm wichtig. Das Sanierungsgebiet besteht u. a. aus der Innenkippe Peres, aus ungesicherten Restlochbereichen und den ehemaligen Tages- und Bahnanlagen. Eine Aufgabe ist u. a. die Sicherung der Böschungen. Da nach Einstellung der Kohleförderung aus dem Restloch des Tagebaus der Pereser See entstehen soll, gilt es, das Restloch betriebsbedingt trocken zu halten.
Für die Sanierung ist es ein wichtiger Umstand, dass das Grundwasser aufgrund des aktiven Bergbaus über die nächsten Jahrzehnte im gesamten Areal weiterhin abgepumpt werden muss. Dies wurde bei der Sanierung des Kippengeländes berücksichtigt, u. a. beim Ausbau der Böschungen. Für die Rekultivierung wurde kulturfähiger Boden auf die Sanierungsareale aufgebracht, der zur Zeit der Abraumgewinnung gesondert gelagert wurde. Die bereits renaturierten Flächen des ehemaligen Tagebaus Peres sind Teil entstehenden Bergbaufolgelandschaft des Tagebaus Vereinigtes Schleenhain. 
Weite Teile des Sanierungsgebiets, welches dem Naturschutz vorenthalten bleibt, wurden aufgeforstet. Zur Erinnerung an den devastierten Ort Peres wurde ein Aussichtshügel angelegt, der den Namen „Pereser Blick“ trägt. Weiterhin initiierte der Heimatverein Lippendorf-Kieritzsch im Jahr 2010 die Errichtung von drei Gedenksteinen für die durch den Tagebau zerstörten Ortsteile Peres und Piegel und den für den Bau der Chemischen Werke Böhlen abgerissenen Ortsteil Pulgar. Sie stehen heute am Ortsausgang von Lippendorf bzw. am Parkplatz von Dow Chemical in Pulgar.

## Förderleistung des Tagebaus bis 1991

### Der Tagebau in Zahlen
Das Abbaugebiet des Tagebaus Peres gehört zum Weißelsterbecken, in dem vier übereinander liegende Flöze abgebaut werden konnten. Die folgenden Flöze lagen in unterschiedlicher Mächtigkeit vor und waren durch Zwischenschichten aus Sand und Ton voneinander getrennt:
- Sächsisch-Thüringisches Unterflöz (Flöz I): Tiefen zwischen 60 und 100 Metern mit einer Mächtigkeit von bis zu 5 Metern (nur im Tagebau Schleenhain abgebaut)
- Bornaer Hauptflöz (Flöz II): Tiefen zwischen 20 und 70 Metern mit einer Mächtigkeit von bis zu 7 Metern (über gesamte Lagerstätte abbaubar)
- Thüringer Hauptflöz (Flöz III): Tiefen zwischen 20 und 70 Metern mit einer Mächtigkeit von bis zu 4 Metern
- Böhlener Oberflöz (Flöz IV): Tiefen zwischen 20 und 60 Metern mit einer Mächtigkeit von 7 bis 10 Metern

Der Tagebau Peres erreichte eine maximale Tiefe von 68 Metern. Das Abraum-Kohle-Verhältnis des Tagebaus betrug 4,4:1. Im Tagebau Peres (Gesamtlaufzeit zwischen 1963 und 1991) wurden in 28 Jahren 656,4 Mio. Kubikmeter Abraum und in 25 Jahren 139,9 Mio. Tonnen Kohle gefördert. Der Tagebau nahm eine Fläche von 20,8 km² in Anspruch. Mit der geförderten Kohle wurde das Altkraftwerk Lippendorf sowie Brikettfabriken und Kraftwerke an den Veredlungsstandorten Böhlen und Espenhain im Bornaer Revier beliefert.

## Technik
Der Tagebau Peres war mit modernster Technologie ausgestattet. Er war der erste Bandanlagentagebau der DDR und zugleich der einzige, in dem die Förderung von Kohle und Abraum komplett mit Bandanlagen durchgeführt wurde. Im Tagebau waren insgesamt 33 Kilometer Bandanlagen in Gebrauch. Für die Abraum- und Kohlegewinnung standen sieben Bagger zur Verfügung. Nach der Einstellung der Kohleförderung wurden bis zum Jahr 2000 insgesamt 14 Großgeräte demontiert und entweder weiter verwertet oder verschrottet. Darunter waren fünf Schaufelradbagger, zwei Absetzer, zwei Eimerkettenbagger, drei Grabenschöpfer und zwei Bandwagen.
| Einsatzort              | Typ                           | Gerätenummer | Baujahr | Bemerkung/Verbleib                             |
| ----------------------- | ----------------------------- | ------------ | ------- | ---------------------------------------------- |
| Abraumbetrieb           | Eimerkettenbagger E1200       | 1264         |         | ab 1984 im Tagebau Cospuden; 1992 verschrottet |
| Abraumbetrieb           | Eimerkettenbagger ERs 560     | 328          | 1970    | 1994 verschrottet                              |
| Abraumbetrieb           | Schaufelradbagger SRs 2000    | 1528         | 1984    | ab 1992 im Tagebau Schleenhain                 |
| Abraumbetrieb           | Schaufelradbagger SRs 1200n   | 1494         | 1967    | bis 1999 in San., 2000 verschrottet            |
| Abraumbetrieb           | Schaufelradbagger SRs 470     | 1485         | 1968    | 1992/93 verschrottet                           |
| Abraumbetrieb           | Bandwagen BRs 1400            | 817          |         | ab 1992 im Tagebau Schleenhain                 |
| Verkippung              | Absetzer A2Rs-B 8800          | 1077         | 1968    | bis 1999 in San., 2000 verschrottet            |
| Verkippung              | Absetzer A2Rs-B 5000          | 1066         | 1965    | 1995 verschrottet                              |
| Kohleförderung          | Schaufelradbagger SRs 630/800 | 1471         | 1964    | 1993 verschrottet                              |
| Kohleförderung          | Schaufelradbagger SRs 800     | 1409         | 1958    | 1992 verschrottet                              |
| Kohleförderung          | Eimerkettenbagger ERs 560     | 305          | 1962    | 1992 verschrottet                              |
| Kohleförderung          | Bandwagen BRs 1200            | 815          | 1968    | 1992 verschrottet                              |
| Kohleförderung          | Bandwagen BRs 1200            | 816          | 1968    | 1992 verschrottet                              |
| Abraum- und Kohlebunker | Grabenschöpfer G 1600         | 1286         |         | 1993 verschrottet                              |
| Abraum- und Kohlebunker | Grabenschöpfer G 500          | 1274         |         | 1991 verschrottet                              |
| Abraum- und Kohlebunker | Grabenschöpfer G 500          | 1275         |         | 1991 verschrottet                              |
| Abraum- und Kohlebunker | Abwurfgerät                   | 105          |         | 1993 verschrottet                              |
| Kohlehalde Droßdorf     | Schaufelradbagger SRs 315     | 141          | 1957    | 1991 verschrottet                              |

## Devastierte Ortschaften
| Umsiedlungsort    | Einwohner | Abbaujahr |
| ----------------- | --------- | --------- |
| Leipen            | 82        | 1965-1966 |
| Piegel            | 67        | 1976-1978 |
| Peres             | 146       | 1982-1983 |
| Wüstung Zöllsdorf | 0         | 1990      |